# Provincia di Fahs Anjra
La provincia di Fahs Anjra (in arabo عمالة الفحص أنجرة‎?, in berbero ⴼⴰⵃⵙ - ⴰⵏⵊⵔⴰ; già Fahs-Bni Makada) è una provincia del Marocco, parte della Regione di Tangeri-Tetouan-Al Hoceima. 

## Geografia antropica

### Suddivisioni amministrative
La provincia di Fahs Anjra conta 8 comuni:
- Al Bahraoyine
- Anjra
- Jouamaa
- Ksar El Majaz
- Ksar es-Seghir
- Laaouama
- Melloussa
- Taghramt